# A mágus (film, 2006)
A mágus (eredeti cím: The Illusionist) 2006-ban bemutatott filmdráma Neil Burger rendezésében. A főszerepekben Edward Norton, Jessica Biel és Paul Giamatti láthatók. A forgatókönyvet Steven Millhauser Eisenheim the Illusionist című novellája alapján Burger írta. A 20. század fordulóján játszódik Bécsben, főhőse Eisenheim (Edward Norton), egy színpadi illuzionista.
A filmet a 2006-os Sundance Filmfesztiválon mutatták be, részt vett a Seattle-i Nemzetközi Filmfesztiválon, szűkebb körű bemutatójára az USA-ban 2006. augusztus 18-án került sor, majd szeptember 1-jétől kezdték országosan, szélesebb körben vetíteni. Magyarországon DVD formátumban adták ki 2009. március 18-án.

## Rövid történet
A 20. század fordulóján Bécsben egy bűvész arra használja képességeit, hogy megszerezze egy olyan nő szerelmét, aki messze a társadalmi rangja felett áll.

## Cselekmény
|  | Alább a cselekmény részletei következnek! |

A film a történet közepén kezdődik, amikor Uhl főfelügyelő (Paul Giamatti) elbeszéli Eisenheim történetét Leopold hercegnek. Uhl meglátogatja a színházat, ahol Eisenheim fellép és előadása során szellemet idéz meg. A történet alakulását később is Uhl szemével követjük nyomon, aki minden információt megszerzett Eisenheimmel kapcsolatban, egészen a gyermekkorától kezdve.
Eisenheim gyermekként Eduard Abramovics néven született egy Osztrák-Magyar Monarchiához tartozó településen egy bútorasztalos fiaként. Egyik nap, amint a mezőn sétált, találkozik egy fánál egy ott pihenő bűvésszel, aki különféle trükkökkel kápráztatja el. A fiú (Aaron Taylor-Johnson) elhatározza, hogy ő is bűvész lesz. Ebben az időben szerelmes lesz von Teschen hercegnőbe (Eleanor Tomlinson), aki a közeli kastélyban él a szüleivel, akiknek a fiú apja különféle asztalosmunkákat végez. A fiatal Eisenheim készít Sophie-nak fából egy kis nyakba akasztható medált, amelyet rejtett módon lehet csak kinyitni. A kis doboz a fiú fényképét rejti. Bár kettejüket tiltják egymástól, hiszen a leány nemesi származású, a fiú pedig csak egy kézműves fia, ők a közeli erdőben egy titkos rejtekhelyen találkoznak, és azt tervezik, hogy egy távoli országba szöknek, ahol a fiú kitanulhatja az igazi mágiát. Sophie is vele akar menni, azonban egyik alkalommal a rendőrség megtalálja a rejtekhelyen a fiatalokat, és Sophie-t visszaviszik a kastélyba.
Eisenheim ezek után vándorútra indul, ez 15 évig tart, majd Bécsben tűnik fel. Ekkor már az illúzió mestere, aki színházakban lép fel, nagy sikerrel. Egyik előadásán egy önkéntes szerepére Leopold Sophie-t kíséri a színpadra, azonban a lány nem ismeri fel a fiút. Előadás után Leopold herceg és kísérete találkozik Eisenheimmel, ahol kiderül, feleségül fogja venni Sophie-t, egyúttal meghívja Eisenheimet, hogy tartson a hercegi palotában egy előadást. Eisenheim szerét ejti, hogy titokban találkozzon Sophie-val, aki felismeri őt, amikor a titkos medálról kérdezi, amit ő készített neki. Kiderül, hogy a medált Sophie most is a nyakában hordja. A közelgő házasság kapcsán vitatkozni kezdenek, majd Eisenheim megcsókolja a lányt. Sophie nem szerelemből megy férjhez Leopoldhoz, hanem ez a két család érdeke, egyúttal Leopold politikai céljait szolgálja. Leopold ugyanis a trónra tör, és tudja, hogy ha Sophie a felesége lesz, a magyarok könnyebben elfogadják őt uralkodójuknak. Eisenheim meg akarja szöktetni a lányt, azonban a fenti szituáció ismeretében kevéssé valószínű, hogy Leopold belenyugodna a trón elvesztésébe. A hercegi palotában tartott előadás során Eisenheim először az uralkodó, Ferenc József arcképét varázsolja elő (akitől Leopold el akarja venni a trónt), majd Leopoldot kínos helyzetbe hozza a saját kardjával, amelyet láthatólag nem tud felemelni. Leopold ezek után utasítást ad a főfelügyelőnek, hogy tartóztassa le Eisenheimet, bármilyen ürüggyel. Leopold megtudja Uhltól (aki a pár minden lépését szemmel tartja az emberein keresztül), hogy ők ketten titokban találkoztak. Részegen megvádolja és megüti Sophie-t, aki közli vele, hogy nem lesz a felesége, és nem vesz részt a trónbitorlási akciójában. Sophie kirohan a szobából, Leopold kivont karddal utána megy, majd az istállók felől egy kiáltást hallunk, és Sophie a lova nyakára borulva ellovagol. A lovat másnap megtalálják véresen, és rendőrségi keresés után Sophie kihűlt teste is előkerül a patakból – a nyakán egy kardvágás nyoma látszik. Leopold királyi személye támadhatatlan az ügyben, bár a nép azt rebesgeti, hogy már korábban is megölt egy asszonyt, aki a szeretője volt. Eisenheim kétségbeesik a veszteség után, és abbahagyja az előadásokat. Uhl letartóztat egy embert, aki beismeri a gyilkosságot, azonban Uhl tisztában van vele, hogy nem az igazi tettest fogták el.
Eisenheim egy idő után új előadásra készül, ezúttal halottak szellemeit idézi meg (ezt a részt látjuk a film elején). Egy inasfiú és egy gyermek megidézése után (akin a nézők keze keresztülhatol) az egyik előadáson Sophie jelenik meg. Látszólag nem tudja, hol van, a közönség azonban kérdéseket tesz fel neki, amelyek Leopoldra irányulnak, mint lehetséges gyilkosra. Uhl megszakítja az előadást és beviszi Eisenheimet kihallgatásra, azonban nincs mivel megvádolnia, hiszen sem Eisenheim, sem a szellem nem vádolta meg Leopoldot, csak a közönség (akik ide is elkísérik Eisenheimet). Végül Eisenheim kimegy az erkélyre, és arra szólítja fel a lent tartózkodókat, hogy menjenek békével haza, szeretteiket nem tudja feltámasztani, és mindaz, amit láttak, csak trükk volt. Uhl ezek után kénytelen elengedni Eisenheimet, hiszen ismét nincs mivel megvádolnia, mert sem felségárulást sem halottak megidézését nem követte el. Leopold elhatározza, hogy álruhában meglátogatja az előadást. Eisenheim újból megidézi Sophie-t, aki elmondja, hogy aki megölte, az a teremben van (vagyis nem lehet az, akit letartóztattak). A közönség forrong és újból Leopoldot vádolja. Uhl felmegy a színpadra és le akarja tartóztatni Eisenheimet, azonban a keze áthatol a testén, végül Sophie és Eisenheim is eltűnik a levegőben. Uhl átkutatja Eisenheim műhelyét, ahol különféle kellékeit tartja, és megtalálja a „Narancsfa” trükkjének dossziéját, amit Uhl korábban látott, de nem tudott rájönni, mi a titka. A dossziéban azonban csak a Sophie nyakában lógó kis medál összerakásának rajzai vannak. Ekkor visszakerülünk a film kezdő képsoraihoz: Uhl elmondja Leopoldnak, hogy a nyomozás során rá nézve terhelő bizonyítékokat talált, például a kardjából származó ékkövet és Sophie medálját az istállóban találta meg. Leopold először megpróbálja különféle hatalmi pozíciók ígéretével hallgatásra bírni Uhl-t, azonban kiderül, hogy ő már értesítette a császárt és testőrségét a felségárulás tervéről. Amikor a császári őrség megérkezik a palotába, Leopold összeomlik és öngyilkos lesz. Uhl elhagyja a palotát. Kis idő múlva egy fiú átad neki egy borítékot, amelyben a „Narancsfa” trükkjének igazi dossziéja van. Kis szerkezeteket, rugókat, csapokat látunk, amelyek azt a hatást keltették, hogy a fa kinőtt a földből. Uhl a fiú után kiált, hogy ki adta neki a borítékot, ő megnevezi Eisenheimet és egy távozó alakra mutat. Követi Eisenheimet az állomásig, közben montázsszerűen képek villannak fel előtte, és összeállnak az apró részletek. Rájön, hogy Sophie megölése csak egy jól kivitelezett illúzió volt, amit Eisenheim azért talált ki, hogy együtt lehessen szerelmével és Leopold ne álljon az útjukba (mellesleg a trónbitorlás kísérletét is meghiúsította). A záró jelenetben Eisenheim megérkezik egy kis tanyára, ahol Sophie vár rá.
|  | Itt a vége a cselekmény részletezésének! |

## Szereplők
| Szerep                        | Színész              | Magyar hangja (1. szinkron, 2009) |
| ----------------------------- | -------------------- | --------------------------------- |
| Eduard Abramovics / Eisenheim | Edward Norton        | Stohl András                      |
| Walter Uhl főfelügyelő        | Paul Giamatti        | Kerekes József                    |
| Sophie von Teschen hercegnő   | Jessica Biel         | Molnár Ilona                      |
| Leopold koronaherceg          | Rufus Sewell         | László Zsolt                      |
| Josef Fischer                 | Eddie Marsan         | Mikó István                       |
| Jurka                         | Jake Wood            | N/A                               |
| Sophie, fiatalon              | Eleanor Tomlinson    | N/A                               |
| Eisenheim, fiatalon           | Aaron Taylor-Johnson | N/A                               |

## Forgatási helyszínek
Bár a film története Ausztriában játszódik, a jelenetek többségét Csehországban vették fel. Bécs városa helyett Prága és Tábor szerepelnek. Eisenheim gyermekkorának jeleneteit Český Krumlovban forgatták.
A filmbéli főhercegi rezidencia a Konopiště kastély, amely Benešov város Konopiště kerületében fekszik, korábban Ferenc Ferdinánd osztrák főherceg kastélya volt.
A többi felvételt a prágai Barrandov Stúdióban rögzítették.

## Fogadtatás
2007. augusztus 27-éig a film világszerte 87 372 631 USD bevételre tett szert, ebben 39 868 642 USD az egyesült államokbeli bevétel. A DVD-kiadásnak köszönhetően további 36 millió USD folyt be (2007. május 6-ig).
A mágus túlnyomórészt pozitív kritikákat kapott. A Rotten Tomatoes filmkritikusainál 76%-ot ért el. Jonathan Rosenbaum a The Chicago Reader-nél megjelent kritikájában kiemeli Paul Giamatti játékát, amiben keveredik a szimpátia az illuzionista iránt a herceghez fűződő esküjével… Giamatti kifejezően és érzelemgazdag módon játszik. Stephen Holden a The New York Times-ban megjelent kritikájában Edward Norton szerepét dicséri, ami, szerinte hűen tükrözi a kétségeket ébresztő rejtélyességét. A Variety arról ír, hogy Jessica Biel kellően elbűvölő ahhoz, hogy érdemes legyen érte mindhalálig küzdeni.
Dick Pope operatőrt munkájáért Oscar-díjra jelölték.

## A filmben látható bűvésztrükkök
- Eisenheim lelassítja egy leeső labda sebességét
- Egy narancsmagból pillanatok alatt kinő egy teljes fa, amin további narancsok vannak
- Néhány ismert fémpénz-forgatás és zsebkendőtrükk
- Sophie tükörképe más dolgot csinál a tükörben, mint az élő Sophie
- Egy üres felületen festék rácsorgatásával létrejön egy élethű portré (az uralkodó arcképe)
- Egy kard megáll a hegyén, és erővel sem lehet felemelni a padlóról
- Sophie halottnak látszik a rendőrnyomozó testközeli vizsgálatakor is
- Feltételezhetően halott emberek jelennek meg a hallgatóság előtt, akiket nem lehet kézzel megragadni

A trükkök megoldását nem látjuk a filmben, kivéve a Narancsfa-trükköt, aminek a leírása rövid időre látható a rendőrfelügyelőnek átadott dossziéban. A rendőrség szakemberek bevonásával egyfajta lencsés kivetítéssel próbálkozik, azonban ennek minősége nem éri el az eredeti trükkjének szintjét, és a megjelent alak síkbeli, nem lehet körbejárni. Eisenheim színpadi trükkjénél a rendőrség emberei szabadon tudnak mozogni a színpadon, nem ütköznek tükörbe, lencsébe, vagy bármi más tárgyba.

## Történelmi vonatkozások
A történetet részben az 1889-es mayerlingi tragédia ihlette, amelynek során Ausztria–Magyarország trónörököse, Rudolf főherceg öngyilkos lett, miután megölte szerelmét, Maria von Vetsera bárókisasszonyt.